# Озорио (танк)
EE-T1 Osório (трансл. «Озорио», произн. «Озориу») — бразильский опытный основной боевой танк.

## История создания
Проектировался с 1983-его по 1985-ый годы бразильской фирмой Engesa и предназначался как для вооружения бразильской армии, так и для экспорта, в основном в арабские страны (Саудовская Аравия, Ирак, Ливия, Алжир). В период с 1985 по 1986 гг. Engesa изготовила три прототипа, на которые устанавливались две специально разработанные башни фирмы Vickers (P1 со 105-мм пушкой и P2 со 120-мм пушкой), однако из-за того, что выбор вышеперечисленных государств пал на разработки других производителей, финансирование оказалось недостаточным и привело к банкротству Engesa в 1990 году, и уже через 5 лет для бразильской армии были приобретены бельгийские танки Leopard 1A1, а позже и немецкие Leopard 1A5 и американские M60A3 TTS.
Танк назван в честь маршала Мануэла Луиса Осорио.

## Модификации

### Башни
- P1 — так называемая EE-T1. Башня со 105-мм британской пушкой L7A3. Должна была устанавливаться на танки для вооружения бразильской армии. Испытывалась на первом и третьем прототипах.
- P2 — так называемая EE-T2. Башня со 120-мм французской пушкой G1 (CN120-25). Должна была устанавливаться на танки, поставляющиеся на экспорт в страны Ближнего Востока. Испытывалась на первом и втором прототипах.

### Корпуса
- Ранний — корпус первого прототипа с выхлопной системой двигателя, выходящей к бортам танка. Был построен один образец в 1985 году, испытывался в Саудовской Аравии в 1985 году и в Бразилии в 1986—1987 гг. Из-за сильных повреждений, предположительно, был отправлен на металлолом в промежуток между 1987-1993 гг.
- Поздние — корпуса второго и третьего прототипов с выхлопной системой, выходящей к корме. Второй прототип испытывался в Саудовской Аравии в 1987 году и в Объединённых Арабских Эмиратах в 1988 году. Оба прототипа сохранились до настоящего времени.
- Предсерийный образец — так называемый P3. Незавершённый корпус, который планировалось оснастить комбинированным бронированием.